# Marc López
Marc López i Tarrés (* 31. červenec 1982, Barcelona) je španělský profesionální tenista, deblový specialista, vítěz mužské čtyřhry z brazilského Ria de Janeira 2016, kde triumfoval spolu s Rafaelem Nadalem a vítěz mužské čtyřhry na French Open 2016. Ve své dosavadní kariéře vyhrál na okruhu ATP World Tour třináct turnajů ve čtyřhře, včetně londýnského Turnaje mistrů 2012, na němž hrál s Marcelem Granollersem. Na challengerech ATP a okruhu ITF získal pět titulů ve dvouhře a třináct ve čtyřhře.
Na žebříčku ATP byl ve dvouhře nejvýše klasifikován v květnu 2004 na 106. místě a ve čtyřhře pak v lednu 2013 na 3. místě. Trénují ho Francisco Roig a Jordi Vilaro.
V roce 2000 zvítězil s krajanem Tommy Robredem ve čtyřhře na juniorce French Open. Mezi dospělými si první finále na okruhu ATP zahrál v dubnu 2004 na turnaji ve Valencii, v němž s Felicianem Lópezem podlehli argentinskému páru Gastón Etlis a Martín Rodríguez. Premiérový titul vybojoval s Nadalem v lednu 2009 na katarském Qatar ExxonMobil Open.
Do roku 2013 si připsal tři deblové tituly z turnajů kategorie ATP World Tour Masters 1000, když opět s Rafaelem Nadalem dvakrát vyhráli turnaj v Indian Wells v letech 2010 a 2012 a s Granollersem opanovali římský Internazionali BNL d'Italia 2012. Na nejvyšší grandslamové úrovni si s Granollersem zahrál semifinále čtyřhry na US Open 2012, které představuje jeho maximum.
Ve španělském daviscupovém týmu debutoval v roce 2012 utkáním 1. kola Světové skupiny proti Kazachstánu, v němž vyhrál s Granollersem čtyřhru. Do roku 2013v soutěži nastoupil k osmi mezistátním utkáním s bilancí 1–0 ve dvouhře a 3–5 ve čtyřhře.
Španělsko reprezentoval na londýnských Hrách XXX. olympiády, kde spolu s Marcelem Granollersem prohráli v úvodním kole soutěže čtyřhry, když nestačili na zkušenou izraelskou dvojicí Jonatan Erlich a Andy Ram startující na divokou kartu. Zúčastnil se také Letních olympijských her 2016 v Riu de Janeiru, kde ve stejné disciplíně jako v Londýně, v mužské čtyřhře, vybojoval společně s Rafaelem Nadalem zlaté medaile po výhře nad nasazeným rumunským párem Florin Mergea s Horia Tecău.

## Finále na Grand Slamu

### Mužská čtyřhra: 4 (1 vítězství – 3 porážky)
| Stav      | rok  | turnaj      | povrch | spoluhráč         | soupeři ve finále                       | výsledek           |
| --------- | ---- | ----------- | ------ | ----------------- | --------------------------------------- | ------------------ |
| Finalista | 2014 | French Open | antuka | Marcel Granollers | Julien Benneteau Édouard Roger-Vasselin | 3–6, 6–7(1–7)      |
| Finalista | 2014 | US Open     | tvrdý  | Marcel Granollers | Bob Bryan Mike Bryan                    | 3–6, 4–6           |
| Vítěz     | 2016 | French Open | antuka | Feliciano López   | Bob Bryan Mike Bryan                    | 6–4, 6–7(6–8), 6–3 |
| Finalista | 2017 | US Open (2) | tvrdý  | Feliciano López   | Jean-Julien Rojer Horia Tecău           | 4–6, 3–6           |

## Finálové účasti na turnajích ATP World Tour
| Legenda (před/od 2009)                                     |
| D – dvouhra; Č – čtyřhra                                   |
| Grand Slam (1–3 Č)                                         |
| Olympijské zlato (1–0 Č)                                   |
| Tennis Masters Cup / ATP World Tour Finals (1–0 Č)         |
| ATP Masters Series / ATP World Tour Masters 1000 (3–4 Č)   |
| ATP International Series Gold / ATP World Tour 500 (1–3 Č) |
| ATP International Series / ATP World Tour 250 (6–9 Č)      |

### Čtyřhra: 32 (13–19)
| Stav      | Č.  | Datum              | Turnaj                             | Povrch    | Spoluhráč         | Soupeři ve finále                       | Výsledek              |
| --------- | --- | ------------------ | ---------------------------------- | --------- | ----------------- | --------------------------------------- | --------------------- |
| Finalista | 1.  | 18. dubna 2004     | Valencie, Španělsko                | antuka    | Feliciano López   | Gastón Etlis Martín Rodríguez           | 7–5, 7–6(7–5)         |
| Vítěz     | 1.  | 9. ledna 2009      | Dauhá, Katar                       | tvrdý     | Rafael Nadal      | Daniel Nestor Nenad Zimonjić            | 4–6, 6–4, [10–8]      |
| Vítěz     | 2.  | 20. března 2010    | Indian Wells, Spojené státy        | tvrdý     | Rafael Nadal      | Daniel Nestor Nenad Zimonjić            | 7–6(10–8), 6–3        |
| Vítěz     | 3.  | 9. května 2010     | Estoril, Portugalsko               | antuka    | David Marrero     | Pablo Cuevas Marcel Granollers          | 6–7(1–7), 6–4, [10–4] |
| Vítěz     | 4.  | 25. července 2010  | Hamburk, Německo                   | antuka    | David Marrero     | Jérémy Chardy Paul-Henri Mathieu        | 6–2, 2–6, [10–8]      |
| Finalista | 2.  | 31. října 2010     | Montpellier, Francie               | tvrdý     | Eduardo Schwank   | Stephen Huss Ross Hutchins              | 6–2, 4–6, [10–7]      |
| Vítěz     | 5.  | 7. ledna 2011      | Dauhá, Katar (2)                   | tvrdý     | Rafael Nadal      | Daniele Bracciali Andreas Seppi         | 6–3, 7–6(7–4)         |
| Finalista | 3.  | 6. února 2011      | Záhřeb, Chorvatsko                 | tvrdý     | Marcel Granollers | Dick Norman Horia Tecău                 | 6–3, 6–4              |
| Finalista | 4.  | 1. května 2011     | Estoril, Portugalsko               | antuka    | David Marrero     | Eric Butorac Jean-Julien Rojer          | 6–3, 6–4              |
| Finalista | 5.  | 16. července 2011  | Stuttgart, Německo                 | antuka    | Marcel Granollers | Jürgen Melzer Philipp Petzschner        | 3–6, 4–6              |
| Finalista | 6.  | 4. března 2012     | Acapulco, Mexiko                   | antuka    | Marcel Granollers | David Marrero Fernando Verdasco         | 3–6, 4–6              |
| Vítěz     | 6.  | 18. března 2012    | Indian Wells, Spojené státy        | tvrdý     | Rafael Nadal      | John Isner Sam Querrey                  | 6–2, 7–6(7–3)         |
| Finalista | 7.  | 29. dubna 2012     | Barcelona, Španělsko               | antuka    | Marcel Granollers | Mariusz Fyrstenberg Marcin Matkowski    | 6–2, 6–7(7–9), [8–10] |
| Vítěz     | 7.  | 20. května 2012    | Řím, Itálie                        | antuka    | Marcel Granollers | Łukasz Kubot Janko Tipsarević           | 6–3, 6–2              |
| Finalista | 8.  | 14. července 2012  | Umag, Chorvatsko                   | antuka    | Marcel Granollers | David Marrero Fernando Verdasco         | 3-6, 6-7(4-7)         |
| Vítěz     | 8.  | 22. července 2012  | Gstaad, Švýcarsko                  | antuka    | Marcel Granollers | Robert Farah Santiago Giraldo           | 6–4, 7–6(11–9)        |
| Finalista | 9.  | 12. srpna 2012     | Toronto, Kanada                    | antuka    | Marcel Granollers | Bob Bryan Mike Bryan                    | 1–6, 6–4, [10–12]     |
| Vítěz     | 9.  | 12. listopadu 2012 | ATP World Tour Finals, Londýn, SK  | tvrdý (h) | Marcel Granollers | Mahesh Bhupathi Rohan Bopanna           | 7–5, 3–6, [10–3]      |
| Finalista | 10. | 18. srpna 2013     | Cincinnati, Spojené státy          | tvrdý     | Marcel Granollers | Bob Bryan Mike Bryan                    | 4–6, 6–4, [4–10]      |
| Vítěz     | 10. | 16. února 2014     | Buenos Aires, Argentina            | antuka    | Marcel Granollers | Pablo Cuevas Horacio Zeballos           | 7–5, 6–4              |
| Finalista | 11. | 7. června 2014     | French Open, Paříž, Francie        | antuka    | Marcel Granollers | Julien Benneteau Édouard Roger-Vasselin | 3–6, 6–7(1–7)         |
| Finalista | 12. | 7. září 2014       | US Open, New York, Spojené státy   | tvrdý     | Marcel Granollers | Bob Bryan Mike Bryan                    | 3–6, 4–6              |
| Finalista | 13. | 3. května 2015     | Cascais, Portugalsko               | antuka    | David Marrero     | Treat Huey Scott Lipsky                 | 1–6, 4–6              |
| Finalista | 14. | 17. května 2015    | Řím, Itálie                        | antuka    | Marcel Granollers | Pablo Cuevas David Marrero              | 4–6, 5–7              |
| Vítěz     | 11. | 8. ledna 2016      | Dauhá, Katar                       | tvrdý     | Feliciano López   | Philipp Petzschner Alexander Peya       | 6–4, 6–3              |
| Finalista | 15. | 27. února 2016     | Dubaj, SAE                         | tvrdý     | Feliciano López   | Simone Bolelli Andreas Seppi            | 2–6, 6–3, [12–14]     |
| Vítěz     | 12. | 4. června 2016     | French Open, Paříž, Francie        | antuka    | Feliciano López   | Bob Bryan Mike Bryan                    | 6–4, 6–7(6–8), 6–3    |
| Vítěz     | 13. | 12. srpna 2016     | LOH 2016, Rio de Janeiro, Brazílie | tvrdý     | Rafael Nadal      | Florin Mergea Horia Tecău               | 6–2, 3–6, 6–4         |
| Finalista | 16. | 16. dubna 2017     | Marrákéš, Maroko                   | antuka    | Marcel Granollers | Dominic Inglot Mate Pavić               | 4–6, 6–62 [9–11]      |
| Finalista | 17. | 21. dubna 2017     | Monte Carlo, Monako                | antuka    | Feliciano López   | Rohan Bopanna Pablo Cuevas              | 3–6, 6–3, [4–10]      |
| Finalista | 18. | 30. července 2017  | Hamburk, Německo                   | antuka    | Pablo Cuevas      | Ivan Dodig Mate Pavić                   | 3–6, 4–6              |
| Finalista | 19. | 8. září 2017       | US Open, New York, Spojené státy   | tvrdý     | Feliciano López   | Jean-Julien Rojer Horia Tecău           | 4–6, 3–6              |

### Letní olympijské hry

#### Mužská čtyřhra: 1 (1 zlato)
| Medaile | Č. | Datum          | Turnaj                             | Povrch | Spoluhráč    | Soupeři                   | Výsledek      |
| ------- | -- | -------------- | ---------------------------------- | ------ | ------------ | ------------------------- | ------------- |
| Zlato   | 1. | 12. srpna 2016 | LOH 2016, Rio de Janeiro, Brazílie | tvrdý  | Rafael Nadal | Florin Mergea Horia Tecău | 6–2, 3–6, 6–4 |

## Chronologie výsledků na Grand Slamu

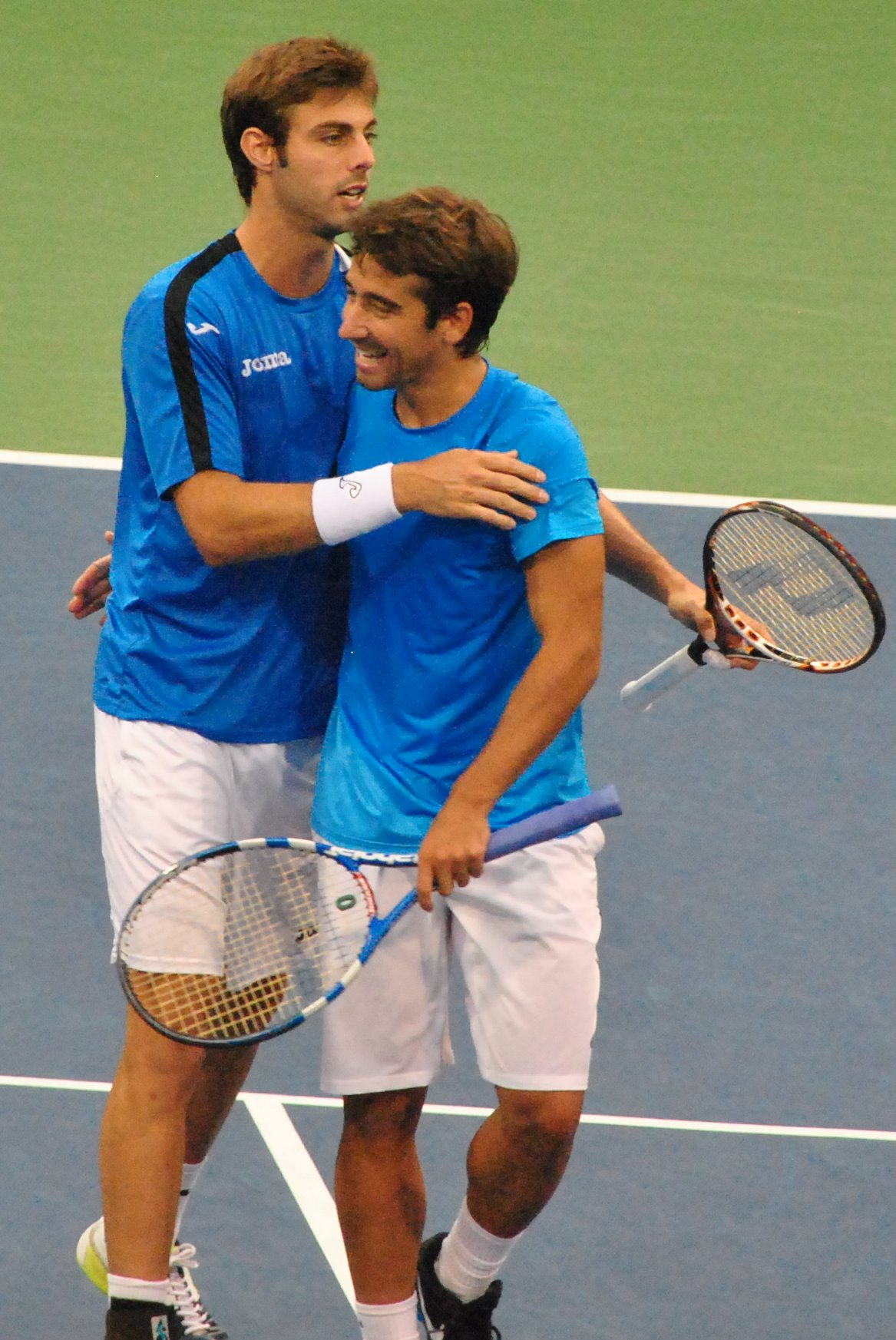
López (vpravo) s Granollersem na US Open 2012

### Dvouhra
| Turnaj          | 2003 | 2004 | 2008 | SR    | V–P |
| --------------- | ---- | ---- | ---- | ----- | --- |
| Australian Open |      |      |      | 0 / 0 | 0–0 |
| French Open     | 2k   | 1k   | 1k   | 0 / 3 | 1–3 |
| Wimbledon       |      | 1k   |      | 0 / 1 | 0–1 |
| US Open         |      |      |      | 0 / 0 | 0–0 |
| výhry–prohry    | 1–1  | 0–2  | 0–1  | 0 / 4 | 1–4 |

### Čtyřhra
| Turnaj                | 2009              | 2010              | 2011              | 2012       | 2013       | 2014       | 2015       | 2016       | SR         | V–P        |            |            |            |
| Grand Slam            | Grand Slam        | Grand Slam        | Grand Slam        | Grand Slam | Grand Slam | Grand Slam | Grand Slam | Grand Slam | Grand Slam | Grand Slam | Grand Slam | Grand Slam | Grand Slam |
| --------------------- | ----------------- | ----------------- | ----------------- | ---------- | ---------- | ---------- | ---------- | ---------- | ---------- | ---------- | ---------- | ---------- | ---------- |
| Australian Open       | A                 | 1k                | 1k                | 2k         | SF         | 2k         | 1k         | 2k         | 0 / 7      | 7–7        |            |            |            |
| French Open           | ČF                | ČF                | 2k                | A          | ČF         | F          | 1k         | Vítěz      | 1 / 7      | 21–6       |            |            |            |
| Wimbledon             | 1k                | 2k                | 2k                | 1k         | 1k         | 3k         | 2k         |            | 0 / 7      | 5–7        |            |            |            |
| US Open               | A                 | 1k                | 3k                | SF         | 3k         | F          | 3k         |            | 0 / 6      | 15–5       |            |            |            |
| výhry–prohry          | 3–2               | 4–4               | 4–3               | 5–3        | 9–4        | 13–4       | 3–4        | 7–1        | 1 / 27     | 43–25      |            |            |            |
| Turnaj mistrů         |                   |                   |                   |            |            |            |            |            |            |            |            |            |            |
| ATP World Tour Finals | nekvalifikoval se | nekvalifikoval se | nekvalifikoval se | Vítěz      | ZS         | ZS         | DNQ        |            | 1 / 3      | 6–4        |            |            |            |

| Legenda | Legenda                                   | Legenda | Legenda                     |
| ------- | ----------------------------------------- | ------- | --------------------------- |
| SR      | poměr vyhraných turnajů ku všem odehraným | W–L V–P | výhry–prohry                |
| NH      | daný rok se turnaj nekonal                | A       | turnaje se hráč nezúčastnil |
| 1Q / LQ | prohra v (kole) kvalifikace               | 1k / 1R | prohra v daném kole turnaje |
| QF / ČF | prohra ve čtvrtfinále                     | SF      | prohra v semifinále         |
| F       | prohra ve finále                          | Vítěz   | vítězství v turnaji         |

## Postavení na konečném žebříčku ATP

### Dvouhra
| Rok    | 1999 | 2000   | 2001   | 2002   | 2003   | 2004   | 2005   | 2006   | 2007   | 2008   | 2009   | 2010   | 2011    | 2012 | 2013    | 2014    | 2015 | 2016 |
| Pořadí | 960. | ▲ 315. | ▲ 123. | ▼ 189. | ▲ 143. | ▲ 142. | ▼ 215. | ▲ 201. | ▼ 206. | ▼ 249. | ▼ 350. | ▼ 722. | ▼ 1137. | –    | ▲ 1014. | ▼ 1024. | –    | –    |

### Čtyřhra
| Rok    | 1999 | 2000   | 2001   | 2002   | 2003   | 2004   | 2005   | 2006   | 2007   | 2008   | 2009  | 2010  | 2011  | 2012 | 2013  | 2014 | 2015  | 2016  |
| Pořadí | 797. | ▲ 551. | ▲ 249. | ▲ 240. | ▼ 611. | ▲ 203. | ▼ 641. | ▲ 309. | ▲ 151. | ▼ 158. | ▲ 62. | ▲ 15. | ▼ 37. | ▲ 6. | ▼ 11. | ▲ 9. | ▼ 32. | ▲ 10. |